# Isoetes jamaicensis
Isoetes jamaicensis là một loài dương xỉ trong họ Isoetaceae. Loài này được Hickey mô tả khoa học đầu tiên năm 1981.
Danh pháp khoa học của loài này chưa được làm sáng tỏ. 